# Adonisea aden
Adonisea aden är en fjärilsart som beskrevs av John Kern Strecker 1898. Adonisea aden ingår i släktet Adonisea och familjen nattflyn. Inga underarter finns listade i Catalogue of Life.